# أوزيبيو ريوس
أوزيبيو ريوس (بالإسبانية: Eusebio Ríos)‏ (30 مارس 1935 ببورتغاليتي في إسبانيا - 10 مايو 2008 ببورتغاليتي في إسبانيا) هو مدرب كرة قدم ولاعب كرة قدم إسباني في مركز الدفاع. شارك مع منتخب إسبانيا لكرة القدم. أما مع النوادي، فقد لعب مع أريناس غوتكسو وريال بيتيس وسوسيداد ديبورتيبا إنداوتخو.

## وصلات خارجية
- أوزيبيو ريوس على موقع ناشيونال فوتبول تيمز (الإنجليزية)